# Castillan churro
 (décembre 2022).
Si vous disposez d'ouvrages ou d'articles de référence ou si vous connaissez des sites web de qualité traitant du thème abordé ici, merci de compléter l'article en donnant les références utiles à sa vérifiabilité et en les liant à la section « Notes et références ».
Pour les articles homonymes, voir churro (homonymie).
Le churro (en castillan) ou xurro (en valencien) est la dénomination populaire d'un ensemble de variétés dialectales de castillano-aragonais parlé dans les comarques intérieures du Pays valencien (Hoya de Buñol, Rincón de Ademuz, Canal de Navarrés, Alto Palancia et Alto Mijares). Il se différencie par la présence de traits et, surtout, d'emprunts lexicaux issus du contact avec le valencien.
Parlé essentiellement en milieu rural et bas montagneux, les caractéristiques propres de ces variantes du castillan tendent actuellement à disparaître et à être remplacées par le castillan standard. On ne trouve plus de parler churro authentique que dans les zones les plus isolées ou chez les locuteurs les plus âgés.
Dans les régions intérieures des parties les plus méridionales de la province d'Alicante, le dialecte castillan autochtone est plus proche du murcien.

## Origine historique

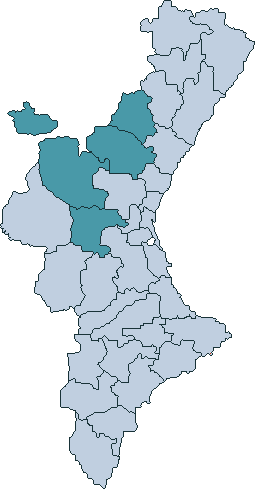
Les comarques churras dans la Communauté valencienne.

Dans le cas de la comarque de los Serranos, du Rincón de Ademuz, du Alto Palancia et du Alto Mijares, on suppose que cette variété provient de la repeuplement majoritairement aragonais de la zone, qui a eu lieu au XIIIe siècle lors du règne de Jacques Ier le Conquérant dans les zones intérieures du Royaume de Valence. Cela est dû à la majorité numérique des colons originaires du sud de l'Aragon et de la Navarre, par rapport aux colons catalans.
Après un siècle de cohabitation dans quelques-unes des comarques, le castillan à base d'aragonais (avec des caractéristiques dialectales propres) a fini par être prédominant, mais également avec quelques influences de la communauté parlant catalan, constituée soit de colons déjà installés soit de colons venus du royaume de Valence, zone où on parlait historiquement le valencien.
Dans d'autres zones (Rincón de Ademuz, Alto Mijares, Alto Palancia et Olocau del Rey), la domination du castillan-aragonais a été absolue dès le premier moment de la Reconquête.
Dans le cas des comarques du Canal de Navarrés et de la Hoya de Buñol, prédominait le catalan parmi les colons chrétiens jusqu'au XVIIe siècle, lorsque a eu lieu la crise démographique provoquée par l'expulsion des morisques par Philippe IV d'Espagne, ce qui a entrainé un nouveau repeuplement par des personnes venues tant du reste des comarques valenciennes mentionnées ci-dessus comme du Royaume de Castille. C'est pour cela que cette variété valencienne du castillan s'étend dans cette zone et a fini en un peu plus d'un siècle par se substituer au catalan et à l'aragonais, car la communauté parlant castillan était majoritaire, et les Décrets de Nueva Planta rendaient obligatoire l'usage du castillan.

## Caractéristiques du parler de ces comarques
Quelques-unes des caractéristiques de l'influence valencienne sur les zones limitrophes du sud-ouest, sont :
- substitution du phonème castillan [θ] par [s] ("haser la sena es fásil"), qui se rencontre dans différents villages très proches des comarques parlant valencien ;
- prononciation de la consonne "v" comme [v] (labiodentale) au lieu de [b] (bilabiale) et le /z/ sonore de "casa" dans la Canal de Navarrés ;
- usage du "o ouvert" [ɔ] ;
- disparition des pronoms castillans "contigo", "conmigo", et "ti" ("te vienes con mí", "me voy con tú", "a tú te digo") ;
- tournures linguistiques propres au valencien ("voy camino a casa mía" au lieu de "voy de camino a mi casa") ;
- utilisation massive du suffixe diminutif -ico/-ica ("el torico") ;
- /l/ à résonance vélaire ([ɫ]).

Dans les comarques de La Serranía, et celles du Alto Mijares, du nord-ouest du Alto Palancia et du Rincón de Ademúz, la phonétique et le lexique sont identiques à ce qui existe en aragonais et dans le Castillan d'Aragon (es) des comarques voisines de la Province de Teruel.

### Lexique de la zone sud-ouest
C'est dans le lexique que l'influence valencienne sur les zones limitrophes du sud-ouest est le plus perceptible. Almendrero, naranjero (par l'influence du valencien ametler et taronger), cambra (mansarde), bajoca (type de haricot vert), bufar (soplar = souffler). Le verbo caldre (falloir) s'utilise dans l'expression no cal (il ne faut pas), également courante en Aragon. Le suffixe -ete est très fréquent, et bien qu'on le trouve également dans le castillan parlé, dans ces comarques, il est bien plus fréquent sous l'influence valencienne et aragonaise: fresquete, amiguete, noviete, etc. Dans certaines zones, comme la Canal de Navarrés, on utilise le passé périphrastique "varon ir" (furent) ou "se va caer" (il tomba).

## Documentation sur le dialecte
Il existe un dictionnaire castillan churro-castillan standard, "El habla de Villar del Arzobispo y su comarca" de Don Vicente Llatas, édité en 1959, dans lequel on trouve les bases phonétiques, lexicales et morphologiques, ainsi qu'un vocabulaire étendu de termes propres avec leur traduction correspondante en castillan.
Il existe également une compilation du vocabulaire propre de Aras de los Olmos, qui contient une grande variété de mots churros.